# Santa Maria de Corroncui II

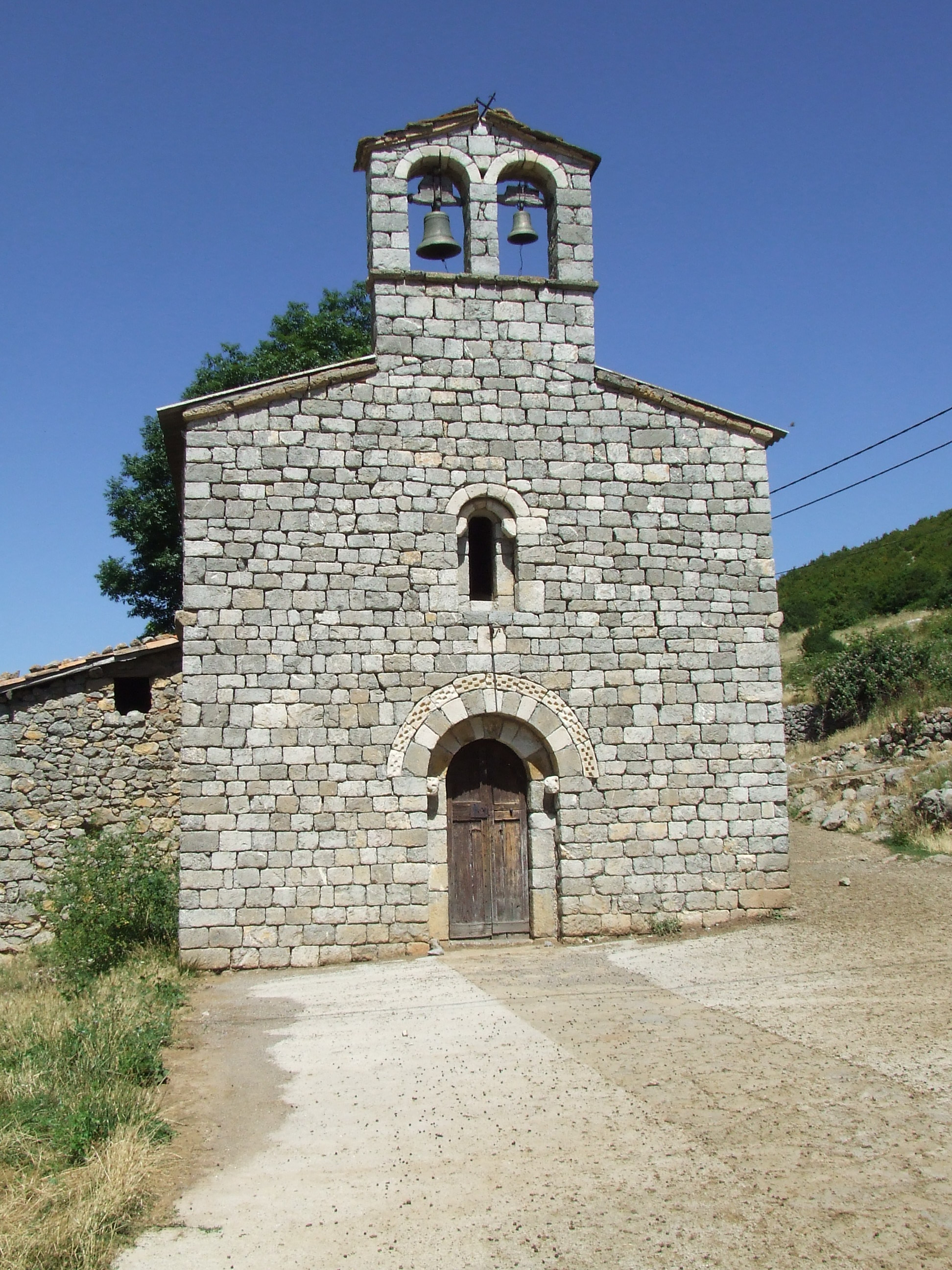
Façana de llevant actual, que procedeix de la façana de ponent de l'església vella

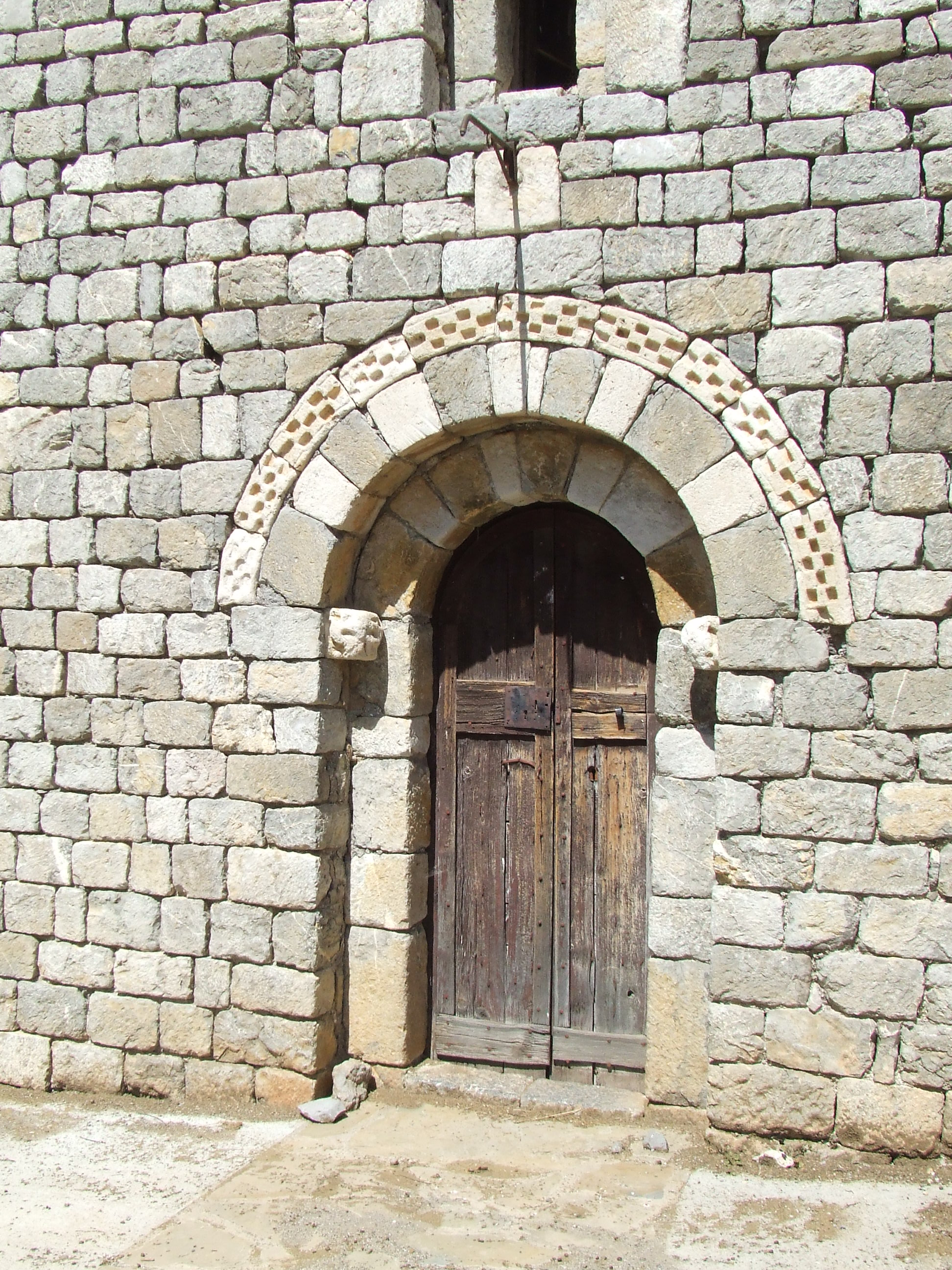
Detall de la portalada, procedent de l'església vella

Santa Maria de Corroncui II és la nova església perroquial romànica del poble de Corroncui, de l'antic terme de Viu de Llevata, actualment pertanyent al terme municipal del Pont de Suert, a l'Alta Ribagorça.
Està refeta amb la incorporació de bona part dels elements de l'església vella. És un temple d'una sola nau, sense absis exempt, que ha sofert nombroses modificacions al llarg de la història.
Fou construïda al pla, a l'actual poble de Corroncui, incorporant les pedres de l'església vella, que era al lloc conegut com a Corroncui vell. Té molt elements, fins i tot ornamentals, procedents del temple antic.